# Maurizio Mattioli
Maurizio Mattioli, född den 3 juni 1950 i Gorga, är en italiensk skådespelare, dramatiker och komiker.
Mattiolis filmkarriär började mycket tidigt, med några små roller på 1970-talet och mitten av 1980-talet. Mattioli har medverkat i över 90 filmer.